# 히로세도리역
히로세도리역(일본어: 広瀬通駅)은 일본 미야기현 센다이시 아오바구 혼초 2초메에 있는 센다이 시 지하철 난보쿠 선의 역이다. 역 번호는 N 09이다. 부역명은 "이치반초 주오도리"이다.

## 역 구조
본 역은 히로세도리 도로 직하부에 있는 섬식 승강장 1면 2선의 지하역에서 대합실은 지하 1층, 승강장은 지하 2층에 있다. 출입구는 히가시 1・2, 니시 1 ~ 6으로 총 8개이다. 서쪽 대합실의 천장 및 벽면에는 밤하늘을 본뜬 "밤하늘의 산책로"가 있다.

### 타는 곳
| 1 | ■ 난보쿠 선 |  | 센다이・도미자와 방면 |  |
| 2 | ■ 난보쿠 선 |  | 이즈미추오 방면       |  |

## 이용 상황
- 2015년도
  - 1일 평균 승차 인원: 10,672명[1]

| 연도 | 1일 평균 승차 인원 |
| ---- | ------------------ |
| 2002 | 9,837              |
| 2003 | 10,027             |
| 2004 | 10,042             |
| 2005 | 10,056             |
| 2006 | 10,085             |
| 2007 | 9,904              |
| 2008 | 9,699              |
| 2009 | 9,370              |
| 2010 | 9,319              |
| 2011 | 9,483              |
| 2012 | 10,214             |
| 2013 | 10,462             |
| 2014 | 10,466             |
| 2015 | 10,672             |

## 역 주변
오피스 거리 및 대학가의 혼마치에 있는 센다이 시 도심부의 번화가 "이치반초"나 "주오도리", 유흥가 "고쿠분초"와 가깝다.
- 센다이 히로세도리 우체국
- 센다이 시 가스국
- 센다이 포러스
- 센다이 전력 빌딩
- 센다이 제일 생명 타워 빌딩
- FM 센다이

## 역사
- 1987년 7월 15일: 영업 개시.
- 2002년: 도호쿠의 역 백선에 선정됨.
- 2009년 12월 13일: 스크린도어 사용 개시.
- 2014년 12월 6일: 이쿠스카 도입[2].
- 2015년 12월 6일: 새로운 부역명 사용 개시.

## 인접역
| 센다이 시 지하철 ■ 난보쿠 선      | 센다이 시 지하철 ■ 난보쿠 선 | 센다이 시 지하철 ■ 난보쿠 선 |
| --------------------------------- | ---------------------------- | ---------------------------- |
| N 08 고토다이코엔 이즈미추오 방면 |                              | 센다이 N 10 도미자와 방면    |